# نداء مريم
نداء مريم ("النداء") حملة سياسية في المملكة المتحدة، تأسست عام 1998 وتوقفت عن العمل عام 2003. وكان من أهداف النداء، كما هو منصوص عليه في نظامها الأساسي، "توفير الأدوية والمعدات الطبية والمساعدة الطبية للشعب العراقي؛ وتسليط الضوء على أسباب وباء السرطان في العراق ونتائجه، وتوفير العلاج الطبي لعدد من الأطفال العراقيين خارج العراق". أسس الحملة السياسي جورج غالاوي، الذي كان آنذاك عضوًا في البرلمان. وكانت الأميرة ثروت، زوجة ولي العهد الأردني آنذاك الأمير الحسن، راعية النداء.
كان الهدف من حملة "نداء مريم" هو "مناهضة العقوبات المفروضة على العراق، والتي تُخلّف آثارًا كارثية على عامة الشعب العراقي". سُمّيت الحملة تيمنًا بمريم حمزة، الطفلة التي نقلها الصندوق جوًا من العراق إلى بريطانيا لتلقي العلاج من سرطان الدم. وكان الهدف هو رفع مستوى الوعي بمعاناة ووفاة عشرات الآلاف من الأطفال العراقيين الآخرين بسبب سوء حالتهم الصحية ونقص الأدوية والمرافق الصحية المناسبة، والدعوة إلى رفع العقوبات التي يعتبرها الكثيرون سببًا مباشرًا لهذه المشاكل.
ومن بين الأنشطة التي تم تنفيذها إصدار نشرة يومية عن العقوبات، ورحلة جوية إلى بغداد لخرق العقوبات، ورحلة من ساعة بيغ بن إلى بغداد في حافلة حمراء من لندن، واجتماعات ومؤتمرات، وعرض شعار مناهض للحرب على مجلس العموم ، وتسهيل رحلات إلى العراق من قبل العشرات من الصحفيين.

## التحقيقات
خضع الصندوق للتدقيق خلال غزو العراق عام 2003 ، بعد شكوى إلى مكتب المدعي العام لإنجلترا وويلز تفيد بأن جالواي استخدم بعض أموال التبرعات لدفع نفقات سفره. ومع ذلك، أنكر جالواي إساءة استخدام أي أموال جُمعت من أجل نداء مريم وأشار إلى أنه من المعقول استخدام أموال من صندوق الحملة لدفع نفقات سفر المشاركين في الحملة. على مدى السنوات الأربع التالية، واجه جالواي العديد من التحقيقات المتعلقة بالنداء بما في ذلك جلسات برنامج النفط مقابل الغذاء.

### تحقيقات لجنة الأعمال الخيرية
حققت هيئة المؤسسات الخيرية في قضية "نداء مريم" أكثر من مرة. ورغم أن النداء لم يكن جمعية خيرية مسجلة، إلا أن الهيئة كانت مخولة باتخاذ إجراءات بشأن الأموال التي جُمعت في إنجلترا وويلز لأغراض خيرية. نُشر تقرير التحقيق الأول، الذي استمر عامًا كاملًا، في يونيو/حزيران 2004.
رأت لجنة المؤسسات الخيرية أن الأنشطة السياسية لمؤسسة "الاستئناف" كانت مساعدة للأغراض الخيرية للمؤسسة، وأن الأمناء كان بإمكانهم، بشكل معقول، تكوين رأي مفاده أن هذا من شأنه أن يُمكّن من علاج الأطفال المرضى. ووجدت اللجنة أن المؤسسة قامت بأعمال خيرية وجمعت تبرعات كبيرة، لذا كان ينبغي عليها التسجيل لديها ونشر حساباتها، معتبرةً أن المشورة القانونية التي تلقاها مؤسسو المؤسسة بأن الدستور لم يُنشئ مؤسسة خيرية كانت خاطئة. وثبت أن الدكتورة أمينة أبو زياد، وهي فلسطينية متزوجة من غالاوي بين عامي 2000 و2005، قد تلقت مزايا غير مصرح بها على شكل رواتب من أموال المؤسسة، على الرغم من أن اللجنة التنفيذية اعتبرت هذه المدفوعات ضرورية ولم تكن على علم بأنها غير مصرح بها.
لم تجد هيئة المؤسسات الخيرية أي أدلة أخرى تدعم مزاعم إساءة استخدام الأموال. وكشف فحص الحسابات المصرفية لجمعية "النداء" أن الممولين الرئيسيين هم الإمارات العربية المتحدة، ومتبرع من المملكة العربية السعودية، ورجل الأعمال الأردني فواز زريقات (الذي زُعم لاحقًا تورطه في فضيحة برنامج النفط مقابل الغذاء ). أُرسلت بعض دفاتر وسجلات جمعية "النداء" إلى عمّان وبغداد عام 2001 عندما تولى فواز زريقات رئاسة الجمعية، ولم يتسن تحديد مكانها. ولم تُصدر جمعية "النداء" حسابات الأرباح والخسائر السنوية أو الميزانيات العمومية.
وبما أن الاستئناف كان قد أغلق بحلول هذا الوقت، ولم تكن السجلات الكاملة متاحة، وأن المؤسسين اعتقدوا بناءً على المشورة القانونية أنهم لم ينشئوا جمعية خيرية، ولم يكن هناك دليل على إساءة استخدام أموال الاستئناف (بخلاف الرواتب)، قررت لجنة الجمعيات الخيرية عدم اتخاذ أي إجراء آخر بخلاف إبلاغ الأمناء بأخطائهم.
وفي تقرير آخر صادر عن لجنة المؤسسات الخيرية في 7 يونيو/حزيران 2007، خلصت اللجنة إلى أن النداء قد تلقى أموالاً من فواز زريقات، والتي نشأت في إطار برنامج النفط مقابل الغذاء. 

### تحقيق مجلس العموم
أطلق مفوض المعايير في برلمان المملكة المتحدة تحقيقًا لمدة أربع سنوات بشكل مستقل عن لجنة المؤسسات الخيرية، ولكن بمشاركة منها.
في مؤتمر صحفي عقد عقب نشر التقرير، صرح جالواي "إن حرمان السيدات والسادة المحترمون خلفي [في البرلمان] من صحبتي لمدة 18 يومًا سيكون مؤلمًا... ولكنني أعتزم الاستمرار في النضال بغض النظر عن ذلك... ما أزعجهم حقًا [اللجنة] هو أنني أدافع عن نفسي دائمًا.

## التطورات اللاحقة
زُعم في يونيو 2017، بعد طلب بموجب قانون حرية المعلومات من صحيفة التايمز، أن زوجة جالواي آنذاك الدكتورة أمينة أبو زياد قد تلقت 84000 جنيه إسترليني كراتب ونفقات من الاستئناف بعد تعيينها كمسؤولة طبية وعلمية دون أي عملية مناسبة ودون عقد عمل. تلقت مؤسسة Yorkhill NHS Trust في غلاسكو 54000 جنيه إسترليني تم سحبها من الاستئناف كدفعة جزئية لرعاية مريم حمزة نفسها. كان كل من جالواي، الذي طالب بمبلغ 3000 جنيه إسترليني في نفقات السفر، وزوجته أمناء على المؤسسة الخيرية. من الناحية القانونية، كتب دومينيك كينيدي في صحيفة التايمز، لا يُسمح للشخص في مثل هذا المنصب الائتماني بالاستفادة ماليًا دون تصريح مناسب.

## روابط خارجية
- موقع نداء مريم ، لقطة من أرشيف الإنترنت لموقع نداء مريم المعطل الآن
- الأميرة ثروت ترعى حملة: طفل عراقي يبلغ من العمر 4 سنوات مصاب بسرطان الدم يصل إلى عمان في طريقه إلى لندن ، جوردان تايمز ، 16 أبريل 1998
- مأساة مريم حمزة تسلط الضوء على محنة المسلمين المسمومين في جميع أنحاء العالم ، مسلميديا، 16 مايو 1998
- فتاة عراقية مريضة تسافر إلى بريطانيا ، بي بي سي ، 4 أغسطس/آب 1998
- ناشطون يطلقون حملة ضد الحصار على العراق ، جوردان تايمز ، 31 أكتوبر 1999
- عضو برلمان يخرق العقوبات ، بي بي سي ، 3 نوفمبر 1999
- فتاة عراقية تصل إلى المنطقة لتلقي العلاج من سرطان الدم ، جريدة بيتسبرغ بوست غازيت ، 18 سبتمبر 2000
- نداء لمساعدة طفل "أصبح أداة سياسية" ، ديلي تلغراف ، 13 مايو/أيار 2005
- الرد على جريج بالاست (وصف نداء مريم) ، جورج جالواي ، 20 سبتمبر/أيلول 2005